# Быстряк бронзовый
Быстряк бронзовый (Agonum muelleri) — вид жужелиц из подсемейства Platyninae. В Европе встречаются, в том числе, в России, Белоруссии и Украине.

## Описание
Жук длиной от 6 до 9 мм. Верхняя часть тела металлическая, обычно переднеспинка зелёная, надкрылья бронзовые, реже одноцветно бронзовый или зелёный, редко надкрылья синие. Первый сегмент усиков и голени обычно рыжие.

## Подвиды
- Agonum muelleri muelleri (Herbst, 1784)
- Agonum muelleri unicolor Leoni, 1907